# ジョン・サクソン
ジョン・サクソン（英: John Saxon、本名: Carmine Orrico、1936年8月5日 - 2020年7月25日）は、アメリカ合衆国ニューヨーク州ブルックリン区出身の映画俳優。監督作もある。片仮名表記は双葉十三郎著の『ぼくの採点表』等ではジョン・サクスンと記載されている。身長175センチ。

## 人物・来歴
俳優としての特徴
1955年、20歳のときから俳優業を始め、ドラマーとしてのミュージシャン活動の傍ら映画やテレビ・シリーズで活躍している。いつしか俳優業が本職となり、数多くの作品に出演し、ブレーク・エドワーズやオットー・プレミンジャー、ジョン・ヒューストン、シドニー・ポラック、リチャード・ブルックス等の巨匠監督の作品にも起用された。また、『燃えよドラゴン』（1973年）や『エルム街の悪夢』（1984年）や後述のイタリア映画『ビッグ・マグナム77』（1976年）、『地獄の謝肉祭』（1980年）、『片腕サイボーグ』（1985年）等のカルト作品と呼ばれる映画への出演が少なくない。なお、イタリア映画の他にはカナダ映画、南アフリカ共和国、フィリピン、インド等との合作映画にも出演しており、国際的に活動している。
1985年には『地獄のデスプリズン』（未/ビデオ）では監督業に進出して主演もこなし、彼と同様にイタリア系米国人のアンソニー・フランシオサとの共演だった。以後は低予算のアクション映画やホラー映画の看板俳優的に出演活動を続けた。
キャリアの初期は二枚目俳優だったが、1960年代の末から『シェラマドレの決闘（シェラマドレの決斗）』（1966年）や『シノーラ』（1972年）で敵役や悪役を演じる様になり、演技の幅を広げるに至った。テレビ映画にも脇役ながらも『夜空の大空港』（1966年）や『イスタンブール特急』（1968年）、日本では劇場公開された『特攻サンダーボルト作戦』（1976年）等、数多くに出演した。
燃えよドラゴン
ロバート・クローズ監督が香港で撮った合作映画『燃えよドラゴン』（1973年）ではブルース・リーと共演した。配役クレジットはリーと並列表示で、サクソンは右側だったので、二番手の序列である。当時はキャリアの停滞期にあった彼は、本作に出演したことが後半生の大きな財産になった。
一時は誰に会ってもブルース・リーのことばかり訊かれるため、ノイローゼになった。路上で追い剥ぎに遭った時も、強盗は銃をサクソンに突きつけて、「さあ言え、ブルース・リーさんと共演してどんな気分だった?」と訊ねたという。
サクソンも、『燃えよドラゴン』の撮影現場で撮ったリーとのスナップ写真をペンダントにして販売して荒稼ぎしたが、このことで陰口をたたかれてまたノイローゼになったという。
2020年7月25日、アメリカ合衆国・テネシー州に於いて肺炎で死去。84歳没。
イタリア映画での活躍
イタリア映画への出演も同時代のハリウッド俳優同様に数本こなしており、サクソンは主役から悪役、脇役まで演じ、1960年代から1990年代まで続いた。
1960年代からはマリオ・バーヴァ監督の『知りすぎた少女』（1963年/未ソフト化）に出演し、前後関係は不明だが、イタリアでもロケされたオットー・プレミンジャー監督のハリウッド大作の宗教映画『枢機卿』（1963年）にも脇役出演した。また、エンツォ・G・カステッラーリ監督の喜劇風味のマカロニ・ウエスタン『西部の三悪党』（1968年/未ソフト化）ではアントニオ・サバトとフランク・ウルフと共に主演を務めた。
1970年代にはマウリツィオ・メルリ主演の『特攻警察』（1975年/未/テレビ放映）や『マフィア/血の掟』（1978年/未/ビデオ、日本のVHSソフトのジャケットには1984年作品と詐称）と言った犯罪アクション物やアルベルト・デ・マルティーノ（マーティン・ハーバートの変名を使用）監督のカナダ・ロケの刑事物『ビッグ・マグナム77』（1976年）にも出演したが、脇役だった。
1980年代にはアントニオ・マルゲリーティ監督のホラー映画『地獄の謝肉祭』（1980年）の人肉食に目覚めるベトナム帰りの主役で健在ぶりを示し、ダリオ・アルジェント監督の『シャドー』（1982年）、セルジオ・マルティーノ監督の『死霊の暗殺/エトルスカン』（1984年/未/ビデオ）と『片腕サイボーグ』（1985年）の敵役等でハリウッド俳優の威信を見せつけた。また、イタリア映画への出演と並行してハリウッド映画にも出演していた。
1990年代に入ってイタリアではマカロニ・ウエスタンが数本だけだが、復活した。サクソンはカステッラーリ監督の『熊のジョナサン』（1994年/未ソフト化）にも出演し、フランコ・ネロが主演だった。また、本作はロシアとの合作でもある。因みに、ロシアはソ連時代から西部劇や疑似西部劇映画が数本製作された事実があり、本作も決して珍しい例ではない。
『地獄の謝肉祭』で組んだマルゲリーティが第二班監督を務めたテレビ・ミニ・シリーズ『ジンギス・カン/生涯の物語』（2010年/未放送）にも出演した。本作は1991年から製作が開始されたが、紆余曲折の末、およそ19年の歳月を経て日の目を見た。監督は本作が引退作になった英国のケン・アナキンで、ハリウッド俳優のリチャード・タイスンがハンの主役を演じた。また、チャールトン・ヘストンやベキム・フェーミュ、ジェームズ・ミッチャム等のベテラン俳優も出演しており、中華人民共和国、モンゴル、カザフスタン、ウズベキスタン、キルギスタン等の広域でロケされた。

## 主な出演作品

### 映画
| 公開年 | 邦題 原題                                                            | 役名                                                     | 備考           |
| ------ | -------------------------------------------------------------------- | -------------------------------------------------------- | -------------- |
| 1954   | 有名になる方法教えます It Should Happen to You                       | 公園で議論を見ている少年                                 | クレジット無し |
| 1954   | スタア誕生 A Star Is Born                                            | 映画プレミアの案内                                       | クレジット無し |
| 1956   | 狙われた女 The Unguarded Moment                                      | レオナルド・ベネット                                     |                |
| 1958   | 年頃ですモノ! This Happy Feeling                                     | ビル                                                     |                |
| 1959   | 狂った野獣 Cry Tough                                                 | ミゲル・アントニオ・エンリコ・フランシスコ・エストラーダ |                |
| 1959   | 聖なる漁夫 The Big Fisherman                                         | ヴォルディ                                               |                |
| 1960   | 許されざる者 The Unforgiven                                          | ジョニー                                                 |                |
| 1960   | 黒い肖像 Portrait in Black                                           | ブレイク・リチャーズ                                     |                |
| 1960   | 掠奪者 The Plunderers                                                | ロンド                                                   |                |
| 1961   | 四人の無頼漢 Posse from Hell                                         | シーモア・カーン                                         |                |
| 1962   | 戦場の追跡 War Hunt                                                  | レイモンド・エンドア                                     | 日本劇場未公開 |
| 1962   | H氏のバケーション Mr. Hobbs Takes a Vacation                         | バイロン・グラント                                       |                |
| 1963   | 知りすぎた少女 La ragazza che sapeva troppo                          | マルチェロ・バッシ                                       | 日本劇場未公開 |
| 1963   | 枢機卿 The Cardinal                                                  | ベニー・ランペル                                         |                |
| 1966   | スペース・ヴァンパイアQ Queen of Blood                               | アラン・ブレナー                                         |                |
| 1966   | シェラマドレの決斗 The Appaloosa                                     | チュイ                                                   |                |
| 1966   | 夜空の大空港 The Doomsday Flight                                     | ジョージ・デュセット                                     | テレビ映画     |
| 1967   | ウィンチェスター銃'73 Winchester '73                                 | デイキン・マクアダム                                     | テレビ映画     |
| 1968   | イスタンブール特急 Istanbul Express                                  | シュヴァル                                               | テレビ映画     |
| 1969   | ガンファイターの最後 Death of a Gunfighter                           | ルー・トリニダード                                       |                |
| 1971   | 怒りの戦場 Mr Kingstreet's War                                       | ジム・キングストリート                                   | 日本劇場未公開 |
| 1972   | シノーラ Joe Kidd                                                    | ルイス                                                   |                |
| 1973   | 誘拐 Snatched                                                        | ポール・マックスヴィル                                   | テレビ映画     |
| 1973   | マフィア血の掟 Baciamo le mani                                       | ガスパール・アルディッツォーネ                           | 日本劇場未公開 |
| 1973   | 燃えよドラゴン 龍爭虎鬥/Enter the Dragon                             | ローパー                                                 |                |
| 1974   | 暗闇にベルが鳴る Black Christmas                                     | フラー警部                                               |                |
| 1975   | 潜入警官 Crossfire                                                   | デイブ・アンブローズ                                     | テレビ映画     |
| 1975   | ヘロイン大追跡 Mitchell                                              | ウォルター・ディーニー                                   | 日本劇場未公開 |
| 1976   | スイス・コネクション The Swiss Conspiracy                            | ロバート・ヘイズ                                         |                |
| 1976   | ナポリ犯罪ルート Napoli violenta                                     | カプアーノ警部                                           | 日本劇場未公開 |
| 1976   | ビッグ・マグナム77 Una Magnum Special per Tony Saitta                | ネッド・マシューズ                                       |                |
| 1976   | スペシャリスト44 Mark colpisce ancora                                | アルトマン                                               | 日本劇場未公開 |
| 1976   | 特攻警察 Italia a mano armata                                        | ジャン・アルベルテッリ                                   | 日本劇場未公開 |
| 1977   | 特攻サンダーボルト作戦 Raid on Entebbe                               | ベニー・ペレド少将                                       |                |
| 1977   | デッドヒート・クラッシュ Moonshine County Express                    | J・B・ジョンソン                                         | 日本劇場未公開 |
| 1978   | ザ・キラー・ビーズ The Bees                                          | ジョン・ノーマン                                         | 日本劇場未公開 |
| 1978   | 泥棒も命がけ/1214カラット Shalimar                                   | コロンバス                                               | 日本劇場未公開 |
| 1979   | クローネンバーグの ファイヤーボール Fast Company                     | フィル・アダムソン                                       | 日本劇場未公開 |
| 1979   | 殺人兵器サンダーアーム/鋼鉄の報酬 The Glove                          | サム・ケロッグ                                           | 日本劇場未公開 |
| 1979   | 出逢い The Electric Horseman                                         | ハント・シアーズ                                         |                |
| 1980   | 地獄の謝肉祭 Apocalypse domani                                       | ノーマン・ホッパー                                       |                |
| 1980   | 宇宙の7人 Battle Beyond the Stars                                    | セイドア                                                 |                |
| 1980   | 暴走マッドチェイス Running Scared                                    | ムニョス                                                 | 日本劇場未公開 |
| 1981   | ブラッド・ビーチ/謎の巨大生物!ギャルまるかじり Blood Beach           | ピアソン                                                 | 日本劇場未公開 |
| 1982   | シークレット・レンズ Wrong Is Right                                  | ホーマー・ハバード                                       |                |
| 1982   | シャドー Tenebrae                                                    | ブルマー                                                 |                |
| 1983   | ロストユニバース/魔宮伝説からの脱出 Prisoners of the Lost Universe   | クリール                                                 | 日本劇場未公開 |
| 1984   | エルム街の悪夢 A Nightmare on Elm Street                             | ドナルド・トンプソン                                     |                |
| 1985   | ザ・ギャンブラー Fever Pitch                                         | Sports Editor                                            | 日本劇場未公開 |
| 1986   | 片腕サイボーグ Vendetta dal futuro                                   | フランシス・ターナー                                     |                |
| 1987   | エルム街の悪夢3 惨劇の館 A Nightmare on Elm Street 3: Dream Warriors | ドナルド・トンプソン                                     |                |
| 1987   | 地獄のデスプリズン Death House                                       | ゴードン・バージェス                                     | 日本劇場未公開 |
| 1988   | ゾンビライダー Nightmare Beach                                       | Strycher                                                 | 日本劇場未公開 |
| 1989   | マダム・ウルフ/奥さまは月夜がお好き My Mom's a Werewolf              | ハリー・スローペン                                       | 日本劇場未公開 |
| 1990   | ファイナル・リベンジ/復讐へのカウントダウン The Final Alliance       | Ghost                                                    | 日本劇場未公開 |
| 1990   | 爆走モトクロスの青春 Crossing the Line                               | ジャック・ケイガン                                       | 日本劇場未公開 |
| 1990   | マッド・ジェイク/処刑の診療台 Blood Salvage                          | クリフォード・エヴァンス                                 | 日本劇場未公開 |
| 1991   | アライバル/超生命体・飛来 The Arrival                                | ミルズ                                                   | 日本劇場未公開 |
| 1992   | マックス・フォース Maximum Force                                     | フラー                                                   | 日本劇場未公開 |
| 1992   | ヘルマスター Hellmaster                                              | ジョーンズ                                               | 日本劇場未公開 |
| 1993   | ヤング・ブラッドメン No Escape No Return                             | ジェームズ・ミッチェル                                   | 日本劇場未公開 |
| 1994   | ビバリーヒルズ・コップ3 Beverly Hills Cop III                        | オーリン・サンダーソン                                   |                |
| 1994   | エルム街の悪夢 ザ・リアルナイトメア Wes Craven's New Nightmare       | 本人                                                     | 日本劇場未公開 |
| 1995   | フロム・ダスク・ティル・ドーン From Dusk till Dawn                   | スタンリー・チェイス                                     |                |
| 2006   | デス・ルーム Trapped Ashes                                           | レオ                                                     | テレビシリーズ |
| 2009   | ウルフ・ウォーズ War Wolves                                          | トニー・フォード                                         | テレビ映画     |

### テレビドラマ
| 放映年    | 邦題 原題                                             | 役名                                                         | 備考                                             |
| --------- | ----------------------------------------------------- | ------------------------------------------------------------ | ------------------------------------------------ |
| 1955      | メディック Medic                                      | ダニー・オルテガ                                             | シーズン2 第2話 "Walk with Lions"                |
| 1963-1964 | バークにまかせろ! Burke's Law                         | ギル・リンチ/バド・チャーニー                                | 2エピソード                                      |
| 1965-1975 | ガンスモーク Gunsmoke                                 | 様々な役                                                     | 5エピソード                                      |
| 1966      | ドクター・キルデア Dr. Kildare                        | リチャード・ロス                                             | 2エピソード                                      |
| 1966-1971 | バージニアン The Virginian                            | テレンス・マルケイ/ベン・オークス/デル・ステトラー           | 3エピソード                                      |
| 1967      | タイムトンネル The Time Tunnel                        | マルコ・ポーロ                                               | 第26話 "Attack of the Barbarians"                |
| 1967      | シマロン Cimarron Strip                               | Screamer                                                     | 第1話 "Journey to a Hanging"                     |
| 1967      | 特攻ギャリソン・ゴリラ Garrison's Gorillas            | ジェナス                                                     | 第11話 "20 Gallons to Kill"                      |
| 1967-1969 | ボナンザ Bonanza                                      | ジョコバ/ブラス/スティーブン・フライデー                     | 3エピソード                                      |
| 1967-1970 | 鬼警部アイアンサイド Ironside                         | エリック/カーター                                            | 2エピソード                                      |
| 1968      | スパイのライセンス It Takes a Thief                   | Dead Man                                                     | シーズン1 第1話 "A Thief is a Thief"             |
| 1968      | ネーム・オブ・ザ・ゲーム The Name of the Game         | ピーター・マックス                                           | シーズン1 第4話 "Collector's Edition"            |
| 1969-1972 | The Bold Ones: The New Doctors                        | Dr. Theodore Stuart                                          | 29エピソード                                     |
| 1972      | 四次元への招待 Night Gallery                          | イアント                                                     | シーズン2 第20話の "I'll Never Leave You – Ever" |
| 1972      | 燃えよ! カンフー Kung Fu                              | レイヴン                                                     | シーズン1 第1話 "King of the Mountain"           |
| 1972      | 私立探偵バニオン Banyon                               | ジョニー・クレイ                                             | 第6話 "The Clay Clarinet"                        |
| 1973      | サンフランシスコ捜査線 The Streets of San Francisco   | ヴィンセント・"ヴィンス"・ハゴピアン・Jr.                    | シーズン1 第17話 "A Collection of Eagles"        |
| 1973      | 命がけの青春/ザ・ルーキーズ The Rookies               | ファーリー                                                   | シーズン2 第1話 "Cauldron"                       |
| 1974      | バナチェック登場 Banacek                              | ハリー・ハーランド                                           | シーズン2 第4話 "The Vanishing Chalice"          |
| 1974-1976 | 600万ドルの男 The Six Million Dollar Man              | ネドリック/フレデリック・スローン                            | 2エピソード                                      |
| 1975      | 弁護士ペトロチェリー Petrocelli                       | リッチー・マーティン                                         | シーズン2 第2話 "The Mark of Cain"               |
| 1976      | ロックフォードの事件メモ The Rockford Files           | デイブ・デラルー                                             | シーズン2 第16話 "A Portrait of Elizabeth"       |
| 1976      | 地上最強の美女バイオニック・ジェミー The Bionic Woman | ネドリック                                                   | シーズン2 第1話 "The Return of Bigfoot: Part 2"  |
| 1976      | 刑事スタスキー&ハッチ Starsky & Hutch                 | ルネ・ナダシー                                               | シーズン2 第7話 "The Vampire"                    |
| 1976      | ワンダーウーマン Wonder Woman                         | ラドル                                                       | 2エピソード                                      |
| 1977      | 特捜隊長エバース Most Wanted                          | ランドール・メイソン                                         | 第18話 "The Insider"                             |
| 1977      | Dr.刑事クインシー Quincy, M.E.                        | チャールズ・デスカサ                                         | シーズン2 第11話 "Sullied Be Thy Name"           |
| 1977      | 愛の嵐に 79 Park Avenue                               | ハリー・ヴィート                                             | ミニシリーズ                                     |
| 1978-1984 | ファンタジー・アイランド Fantasy Island               | 様々な役                                                     | 6エピソード                                      |
| 1979      | ハワイ5-0 Hawaii Five-O                               | ハリー・クライヴ                                             | シーズン11 第16話 "The Bark and the Bite"        |
| 1980      | ベガス Vegas                                          | マイケル・ジェニングス                                       | 2エピソード                                      |
| 1982-1984 | ダイナスティ Dynasty                                  | ラシッド・アーメド                                           | 6エピソード                                      |
| 1982-1988 | Falcon Crest                                          | Tony Cumson                                                  | 32エピソード                                     |
| 1983      | 探偵ハード&マック Hardcastle and McCormick            | マーティン・コーディ                                         | 2エピソード                                      |
| 1983-1985 | 特攻野郎Aチーム The A-Team                            | カレム/マーティン・ジェームス                                | 2エピソード                                      |
| 1984      | 私立探偵マグナム Magnum, P.I.                         | エド・ラスラー                                               | シーズン4 第11話 "Jororo Farewell"               |
| 1984-1994 | ジェシカおばさんの事件簿 Murder, She Wrote            | ベルナルド・ボネリ/マルコ・ガンビーニ/ジェリー・ライデッカー | 3エピソード                                      |
| 1987      | ヒッチコック劇場 Alfred Hitchcock Presents            | ガース・ディセンバー                                         | シーズン2 第9話 "The Specialty of the House"     |
| 1991      | モンスターズ Monsters                                 | ベンジャミン・オコネル                                       | シーズン3 第16話 "待っている女"                  |
| 1991      | 新・夜の大捜査線 In the Heat of the Night             | ダルトン・サイクス                                           | シーズン5 第4話 "Liar's Poker"                   |
| 1992      | ルーク＆ジョリー/おいらのご主人、保安官 Lucky Luke    | The Man in Black                                             | 第7話 "Magia Indiana"                            |
| 1994-1995 | メルローズ・プレイス Melrose Place                    | ヘンリー・ワックスマン                                       | 4エピソード                                      |
| 1996      | 新・燃えよ！カンフー Kung Fu: The Legend Continues    | Straker                                                      | シーズン4 第12話 "Escape"                        |
| 2005      | CSI:科学捜査班 CSI: Crime Scene Investigation         | ウォルター・ゴードン                                         | シーズン5 第24話 "CSI“12時間”の死闘: 前編"       |
| 2006      | マスターズ・オブ・ホラー Masters of Horror            | ジェブ・"パ"・ジェイムソン                                   | シーズン2 第6話 "愛と欲望の毛皮"                 |